# André Conte
André Conte Chan (San José, 6 de agosto de 1997) es un esgrimista categoría cadete, número 1 en Costa Rica y 328 a nivel mundial.

## Biografía
Nació en San José, el 6 de agosto de 1997, comenzó a practicar esgrima a los 6 años, porque su amigo lo practicaba, y él lo quiso probar. Bajo el entrenamiento de Giselle Chacón Ulate, demostró tener talento con la espada y sable, pero en especial con el florete. A las tres semanas de haber empezado la práctica, participó en un campeonato infantil, obteniendo el tercer puesto.
Desde entonces ha participado varias veces en competencias nacionales, recolectando 3 medallas de oro y 3 de plata. En competencias internacionales ha alcanzado el podio en varias ocasiones, obteniendo 7 medallas de bronce y 1 de plata.